# Нарешті вдома
«Нарешті вдома» (англ. Home, також мав робочу назву Happy Smekday!) — американський науково-фантастичний  комп'ютерний анімаційний фільм кіностудії DreamWorks Animation, заснований на дитячій книзі Адама Рекса(англ.) The True Meaning of Smekday(англ.). Світова прем'єра відбулася 7 березня 2015 року. Прем'єра в Україні відбулася 19 березня 2015 року.

## Сюжет
Під керівництвом капітана Смека інопланетна раса Бувів вторгається на Землю в надії знайти укриття від своїх смертельних ворогів Горків, зробивши планету своїм новим домом. Гості починають переселяти землян в окремі резервації, вважаючи, що так буде краще для людства. Дівчинці на ім'я Тіп вдається сховатися від прибульців: пізніше вона знайомиться з представником кумедних космічних кочівників — Бувом на ім'я О, якого вигнали власні побратими. Тепер друзям належить приміряти на себе костюми супергероїв і врятувати нашу планету.

## Ролі озвучили
| Актор                  | Роль                                        | Примітка  |
| ---------------------- | ------------------------------------------- | --------- |
| Джим Парсонс           | О із раси бувів                             | Озвучення |
| Ріанна                 | Подяка Туччі (Дяка), земна дівчина підліток | [ 5 ]     |
| Стів Мартін            | Капітан Смек                                | [ 5 ]     |
| Дженніфер Лопес        | Люсі Туччі                                  | [ 5 ]     |
| Метт Л. Джонс(англ.)   | Кайл                                        | [ 5 ]     |
| Брайан Степанек(англ.) | Командир Ґорґ, батько                       | [ 5 ]     |

## Український дубляж
Фільм дубльовано студією «Постмодерн» на замовлення компанії «Ukrainian Film Distribution» у 2015 році.
- Переклад — Олега Колеснікова
- Режисер дубляжу — Анна Пащенко
- Звукорежисер — Олександр Мостовенко
- Менеджер проекту — Ірина Туловська
- Ролі дублювали: Олександр Погребняк, Юлія Шаповал, Павло Костіцин, Юлія Перенчук, Назар Задніпровський, Катерина Башкіна-Зленко, Олена Борозенець, Оксана Поліщук, Дмитро Бузинський, В'ячеслав Дудко, Сергій Солопай, Юрій Сосков, Олексій Череватенко.